# Cameo
Un rol cameo sau apariție cameo (uneori abreviată doar cameo) este o scurtă apariție a unei persoane cunoscute într-o creație, precum piese de teatru, filme, jocuri video, videoclipuri și televiziune. Asemenea roluri nu sunt întotdeauna jucate de actori; regizori, politicieni, sportivi, cântăreți și alte grupe de celebrități pot juca un asemenea rol, care în general sunt mici, majoritatea neavând replici. Exemple cunoscute de apariții cameo sunt aparițiile lui Alfred Hitchcock în filmele sale, precum și apariția Sofiei Coppola în videoclipul „Deeper and Deeper” al Madonnei.